# أزيتيدين
أزيتيدين هو مركب عضوي حلقي نتروجيني له الصيغة الكيميائية C3H7N، ويكون على شكل سائل عديم اللون إلى بني فاتح.
يتألف المركب بنيوياً من حلقة رباعية مشبعة حاوية على ذرة نتروجين واحدة. تسمى مشتقات المركب الأزيتيدينات.

## التحضير
يمكن أن يحضر الأزيتيدين من التفكك الحراري لمركب 3،1-ثنائي أمينو البروبان بوجود حمض هيدروكلوريك.
{\displaystyle \mathrm {NH_{2}(CH_{2})_{3}NH_{2}\ {\xrightarrow {HCl}}\ C_{3}H_{7}N+\ NH_{3}} }

## الخواص
يوجد الأزيتيدين في الشروط القياسية على شكل سائل عديم اللون إلى بني فاتح، له رائحة الأمونياك، ويتمتع بخواص قاعدية.

## التفاعلات
يمكن أن تفتح حلقة الأزيتيدين بواسطة كاشف نوكليوفيلي، وذلك لتشكيل الأمينات الموافقة. فعلى سبيل المثال، يتفاعل الأزيتيدين مع إيثيلديامين (ثنائي أمينو الإيثيل) بوجود حفاز من البالاديوم ليشكل ثلاثي الأمين:

## المشتقات
لا يوجد الأزيتيدين بالشكل المجرد في الطبيعة، إلا أن مشتقاته من مركبات بيتا لاكتام لها تطبيقات صيدلانية واسعة. من المشتقات الأخرى أيضاً مركب حمض أزيتيدين-2-كربوكسيليك، وهو حمض أميني غير بروتيني مشابه للبرولين.

## اقرأ أيضاً
- آزيت
- 2-أزيتيدينون
- ثييتان